# Urdaneta (Aragua)
Urdaneta is een gemeente in de Venezolaanse staat Aragua. De gemeente telt 22.800 inwoners. De hoofdplaats is Barbacoas.